# 1317年
| 千纪： | 2千纪 |
| 世纪： | 13世纪 \| 14世纪 \| 15世纪                                                                                 |
| 年代： | 1280年代 \| 1290年代 \| 1300年代 \| 1310年代 \| 1320年代 \| 1330年代 \| 1340年代                           |
| 年份： | 1312年 \| 1313年 \| 1314年 \| 1315年 \| 1316年 \| 1317年 \| 1318年 \| 1319年 \| 1320年 \| 1321年 \| 1322年 |
| 纪年： | 丁巳年（蛇年）；元延祐四年；越南大慶四年；日本正和六年，文保元年                                           |

## 大事记
- 文保和談，鐮倉幕府干預皇室持明院派與大覺寺派（1318年繼位的後醍醐天皇出身本派）的皇位繼承爭議，決議兩派輪流當天皇。

## 逝世
- 瑪·約伯耶和華三世，東方亞述教會中國籍牧首。